# 佩奇·达尼埃尔
佩奇·达尼埃尔（匈牙利語：Pécsi Dániel，1895年—？），匈牙利男子乒乓球运动员。他曾获得3枚世界乒乓球锦标赛金牌。